# Chapelle de la Ladrerie de Chièvres
La chapelle de la Ladrerie est un édifice religieux catholique sis sur la route d’Ath, à la sortie de Chièvres, dans le Hainaut, en Belgique. Construite au XIIe siècle comme lieu de culte de la maladrerie fondée par Ève de Chièvres, la chapelle est dans son architecture - nef romane et chœur gothique - un exemple caractéristique du passage historique d’un style à l’autre. Tous les ans une ‘fête de la ladrerie’ y est organisée.  

## Histoire
Au Moyen Âge la seule manière de contenir la lèpre, maladie contagieuse et incurable, était d’isoler les malades. Ainsi, Eve de Chièvres, socialement et religieusement très active dans ses domaines fit construire une maladrerie à l’extérieur de Chièvres. La fondation qui date de 1126 est mentionnée dans une bulle du Lucius III, pape de 1181 à 1185, qui lui accorde des privilèges religieux. 
C’est après la mort de Nicolas de Rumigny, troisième époux d’Ève de Chièvres, que la construction de la léproserie commença (vers 1167). Une chapelle lui fut adjointe et l’ensemble confié à des religieux. Les privilèges accordés par le pape Lucius III furent confirmés par ses successeurs Grégoire VIII et Alexandre IV. L’établissement était vaste et avait sa chapelle et son cimetière. 
Cinq siècles et demi plus tard la maladrerie est fermée et les bâtiments sont transformés en ferme (1718), la chapelle gardant cependant sa fonction religieuse et restant ouverte au culte. La chapelle est toujours connue sous le nom de ‘chapelle de la Ladrerie’.
Au XIXe siècle (1844) la ‘ferme de la ladrerie’ et ses dépendances sont répertoriées comme propriété de l’hospice de Chièvres’. Les établissements de charité gérés par les religieux catholiques sous l’Ancien Régime passent sous autorité civile sous le Régime français puis hollandais. Après l’indépendance de la Belgique ils sont repris par les ‘Centres publics d’Assistance sociale’ [CPAS].  Ainsi la chapelle de la Ladrerie dépend aujourd’hui du CPAS de Chièvres. 

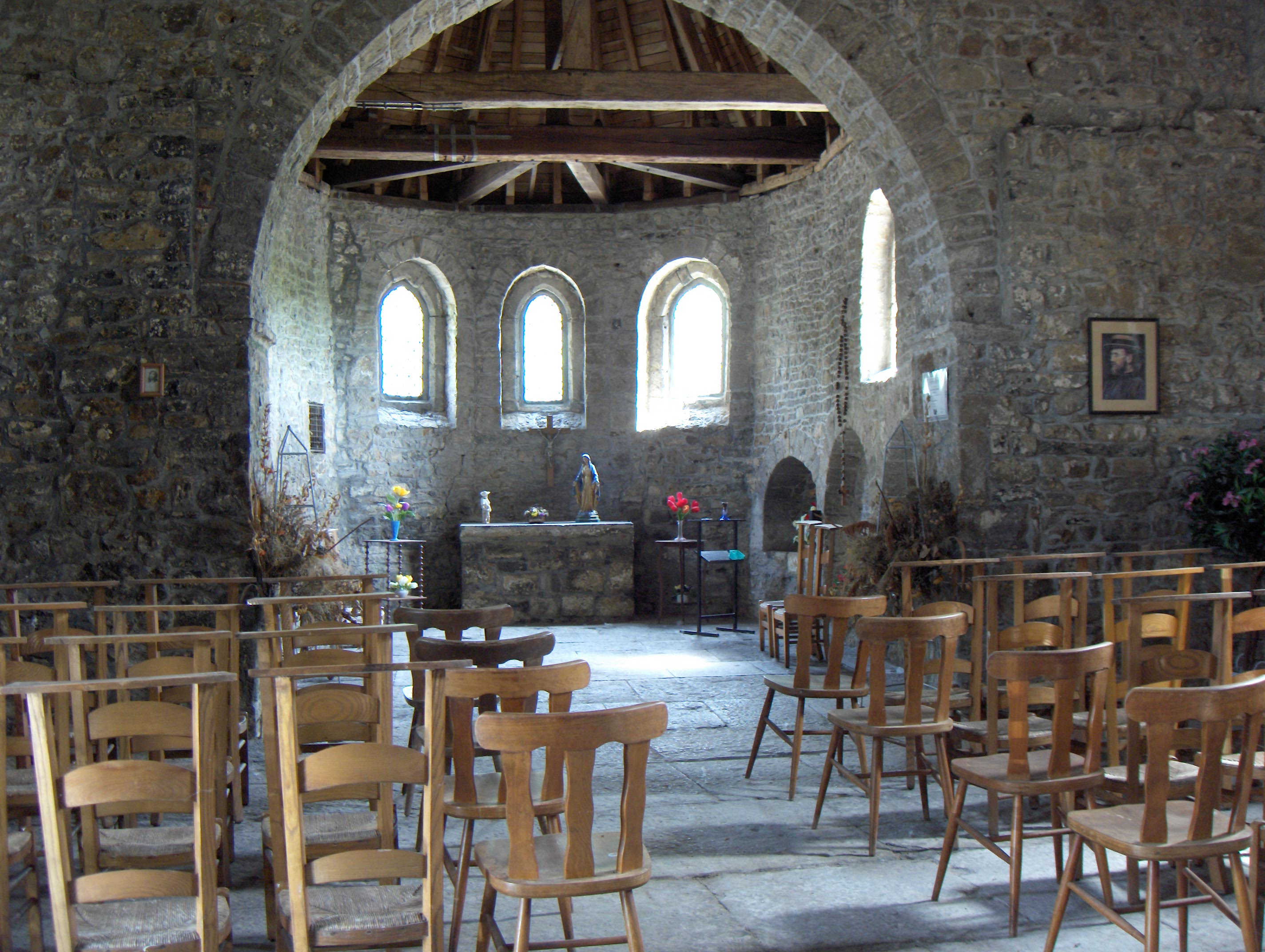
Le sanctuaire de la chapelle

## Description
Le bâtiment de la chapelle est un bel exemple de transition entre le passage du style roman au gothique. 
La nef unique romane construite en moellons date du XIIe siècle. De plan rectangulaire c’est la partie la plus ancienne de l’édifice. Elle est prolongée d’un chœur de style gothique à l’axe légèrement décalé. Son chevet est pentagonal.
En août 2010, lors de la fête annuelle de la ladrerie une statue du père Damien (Saint Damien de Moloka'i, patron des lépreux) y fut installée et bénite.